# محمد ضياء الحق
محمد ضياء الحق (12 أغسطس 1924- 17 أغسطس 1988) كان جنرالًا من رتبة الأربع نجوم، أصبح سادس رئيس لباكستان بعد إعلان القانون العرفي في عام 1977. شغل منصب رئيس الدولة من عام 1978 حتى وفاته في تحطم طائرة عام 1988. ما يزال يُعتبر رئيس الدولة ورئيس أركان الجيش الأطول خدمة في تاريخ البلاد.
تلقى ضياء تعليمه في كلية سانت ستيفن في دلهي، والأكاديمية العسكرية الهندية في دهرادون، وشهد أحداث الحرب العالمية الثانية، إذ كان ضابطًا في الجيش الهندي البريطاني في بورما ومالايا، قبل أن يختار باكستان لاحقًا في عام 1947 ويبدأ بالقتال قائدًا لدبابة في الحرب الهندية الباكستانية عام 1965. في عام 1970، قاد مهمة تدريب عسكرية إلى الأردن، وأثبت دوره الهام في هزيمة تمرد سبتمبر الأسود ضد الملك حسين. عين رئيس الوزراء، ذو الفقار علي بوتو، ضياء الحق رئيسًا لأركان الجيش عام 1976 ومنحه وسام هلال الامتياز تقديرًا لجهوده.
بعد الاضطرابات المدنية، خلع ضياء بوتو في انقلاب عسكري وأعلن القانون العرفي في 5 يوليو 1977. حوكم بوتو بصورة مثيرة للجدل من قبل المحكمة العليا وأُعدم بعد أقل من عامين بتهمة إجازته قتل نواب محمد أحمد خان قصوري، وهو معارض سياسي. عند توليه الرئاسة في عام 1978، لعب ضياء دورًا رئيسيًا في الحرب السوفيتية الأفغانية. نسق ضياء المجاهدين الأفغان تنسيقًا منهجيًا بدعم من الولايات المتحدة والمملكة العربية السعودية ضد الاحتلال السوفيتي طوال ثمانينيات القرن العشرين. بلغ الأمر ذروته في انسحاب الاتحاد السوفيتي في عام 1989، ولكنه أدى أيضًا إلى تشرد ملايين اللاجئين، وانتشار الهيروين والأسلحة إلى المقاطعة الحدودية الباكستانية.
على الصعيد الدولي، عزز ضياء العلاقات مع الصين والولايات المتحدة، وشدد على دور باكستان في العالم الإسلامي، في حين ساءت العلاقات مع الهند وسط صراع سياشن بوجود اتهامات بأن باكستان كانت تساعد حركة خالصتان. أما على الصعيد المحلي، وضع ضياء تشريعات واسعة النطاق لتكون جزءًا من أسلمة باكستان، وكبح الحريات المدنية، وشدد الرقابة على الصحافة. صعد مشروع القنبلة الذرية الباكستانية أيضًا، وفرض التحول الصناعي ورفع القيود، ما ساعد الاقتصاد الباكستاني على أن يصبح الأسرع نموًا في جنوب آسيا، وأشرف على أعلى نمو للناتج المحلي الإجمالي في تاريخ البلاد. بعد رفع القانون العرفي وإجراء انتخابات غير حزبية في عام 1985، عين ضياء محمد خان جونيجو رئيسًا للوزراء لكنه منح نفسه المزيد من الصلاحيات الرئاسية عبر التعديل الثامن للدستور. بعد أن وقع جونيجو على اتفاقيات جنيف في عام 1988 ضد رغبة ضياء الحق، ودعا إلى إجراء تحقيق في كارثة مخيم أوجهري، أقال ضياء حكومة جونيجو وأعلن انتخابات جديدة في نوفمبر عام 1988. قُتل محمد ضياء الحق مع العديد من كبار المسؤولين في جيشه بالإضافة إلى دبلوماسيين أمريكيين اثنين في حادث تحطم طائرة غامض بالقرب من بهاولبور في 17 أغسطس 1988.
ما يزال ضياء حتى الوقت الحالي شخصية مستقطبة في تاريخ باكستان، ويُنسب إليه الفضل في منع توسع التوغلات السوفيتية في المنطقة، بالإضافة إلى الازدهار الاقتصادي، لكنه عمل على إضعاف المؤسسات الديمقراطية وإصدار قوانين تشجع على التعصب الديني. اشتهر أيضًا بدعمه للمسيرة السياسية المبكرة لنواز شريف، الذي انتُخب ثلاث مرات رئيسًا للوزراء.
يُنسب الفضل إلى ضياء الحق في وقف الغزو السوفيتي المتوقع لباكستان. وصف رئيس المخابرات السعودية السابق الأمير تركي الفيصل، الذي عمل مع ضياء الحق خلال ثمانينيات القرن الماضي ضد السوفييت، ضياء بالكلمات التالية: «لقد كان شخصًا قويًا وذكيًا للغاية وتمتع بعقل جيوستراتيجي، خاصة بعد غزو السوفييت. لقد كرس جهده من أجل منع الغزو السوفيتي لباكستان».

## النشأة وعائلته
ولد محمد ضياء الحق لعائلة بنجابية أرين في جالاندهار ضمن مقاطعة البنجاب في الهند البريطانية في 12 أغسطس 1924. كان ضياء الحق الطفل الثاني لمحمد أكبر علي، الذي عمل في السلك الإداري للقيادة العامة للجيش الهندي وللقوات المسلحة البريطانية في دلهي وشيملا، قبل استقلال الهند عن الحكم الاستعماري البريطاني في عام 1947. عُرف والد ضياء بتدينه وأصر على أن يصلي أبناؤه السبعة صلاة الفجر يوميًا وأن يتعلموا القرآن. نظرًا لدور والده في الخدمة المدنية، أمضى ضياء طفولته بين محطة تل شيملا وجالاندهار، إذ تبع أكبر علي الإدارة البريطانية شمالًا خلال فصول الصيف.
أنهى ضياء تعليمه الأولي في شيملا، ثم التحق بكلية سانت ستيفن المرموقة في دلهي، وهي مدرسة تبشيرية أنجليكانية، حيث سعى للحصول على درجة البكالوريوس في التاريخ، وتخرج منها بامتياز في عام 1934. التحق بالأكاديمية العسكرية الهندية في دهرادون، وتخرج في مايو 1945 ضمن آخر مجموعة من الضباط الذين جرى تكليفهم قبل استقلال الهند. عُرف خلال سنوات دراسته الجامعية بموهبته الاستثنائية. في عام 1947، كانت عائلته قابعة في مخيم للاجئين، وكان الكابتن ضياء ضابط مرافقة لآخر قطار للاجئين يغادر بابينا، وهي مركز تدريب سلاح المدرعات في أتر برديش، كانت الرحلة صعبة واستغرقت سبعة أيام تعرض خلالها الركاب لإطلاق رصاص مستمر، إذ اندلع العنف الطائفي في أعقاب التقسيم.
في عام 1950، تزوج شفيق جاهان، إحدى أقاربه، وابنة طبيب أوغندي هندي من كمبالا. توفيت البيغوم شفيق ضياء في 6 يناير 1996. نجا من نسل ضياء ابنه محمد إعجاز الحق (مواليد 1953) الذي دخل السياسة وأصبح وزيرًا في حكومة نواز شريف، وابنه أنور الحق (مواليد 1960) وبناته زين ضياء (مواليد 1972) وكانت طفلة من ذوي الاحتياجات الخاصة، وروبينا سليم، وهي متزوجة من مصرفي باكستاني وتعيش في الولايات المتحدة منذ عام 1980، وقرة العين ضياء التي تعيش حاليًا في لندن، وهي متزوجة من الطبيب الباكستاني عدنان ماجد.

## النشأة والتعليم
وُلد محمد ضياء الحق لمحمد أكرم في 12 أغسطس 1924 في بلدة «جالاندهار» في مقاطعة البنجاب، وتعلم في مدينة دلهي في مدرسة شيملا الثانوية بعاصمة الهند، وبعدها، التحق بكلية «سانت ستيفن» الإنجليزية وحصل منها على إجازة بامتياز وأصبح ضابطًا في سلاح الخيالة عام 1945. كان والده محمد أكرم يعمل بالجيش البريطاني معلماً.

## حياته الأسرية
متزوج ولديه ابنان وثلاث بنات. أحد أبنائه، محمد إعجاز الحق، سياسي بارز وتولى منصب وزير في الحكومة الباكستانية.

## حياته العملية
التحق بالجيش البريطاني عام 1943 بحكم ما هو متعارف عليه في ذلك الوقت وبحكم أن والده كان يعمل معلماً في الجيش البريطاني وانتخب ليخدم في بورما والملايو وإندونيسيا إبان الحرب العالمية الثانية. وبعد انتهاء الحرب، قرر الالتحاق بسلاح المدرعات في الجيش الملكي البريطاني. فلما تم تقسيم الهند، وانفصلت باكستان عنها، رحل مع أسرته عام 1948 إلى كراتشي بباكستان وأصبح ضابطًا وانضم إلى الجيش الباكستاني كمعظم الضباط المسلمين العاملين في الجيش البريطاني بشمال الهند الذين لحقوا بالمؤسسة العسكرية في بلد النشأة الجديد باكستان وعُرف عنه الانضباط والكفاءة في عمله [بحاجة لمصدر]، وحبه للحياة العسكرية لذا صار محبوبًا بين زملائه ومرؤوسيه، وتخرج في كلية الأركان سنة 1955 وعمل بها مدرساً. [بحاجة لمصدر]
وعندما كان رائداً، أتيحت له فرصة الالتحاق بدورة تدريبية في كلية القادة والأركان بالولايات المتحدة الأميركية لمدة عامين (1963-1964)، وأثناء الحرب الهندية الباكستانية عام 1965 عين في منصب مساعد ضابط الإمداد والتموين بفرقة المشاة 101 التي كانت متمركزة في قطاع كيران، وعُيِّن قائدا مركزياً لإقليم الملتان عام 1975.
تزعم القوات الباكستانية المساندة للحكومة الأردنية في حرب أيلول الأسود عام 1970 ضد المنظمات الفلسطينية. انتقل مع الفيلق للجيش الباكستاني للتدريب في الأردن وتمت ترقيته بعد ذاك وعين مستشارا عسكرياً. شارك بعد عودته إلى باكستان في الحرب «الهندية - الباكستانية» التي انتهت بانفصال بنغلاديش عن باكستان، وتكوين بنغلاديش دولة مستقلة سنة 1971.

## تعيينه جنرالاً
في حركة مفاجئة في 1 أبريل-نيسان 1976، أصدر رئيس وزراء باكستان ذو الفقار علي بوتو قراراً بتعيين ضياء الحق رئيسا لأركان الجيش برتبة فريق متجاوزاً بذلك خمسة قادة أقدم منه في الرتبة. وذلك بسبب ثقة «ذو الفقار» به واطمئنانه أن ضياء الحق ليست له ميول سياسية وأنه لاعب غولف محترف، لأن بوتو كان يريد قائدا للقوات المسلحة لا يشكل أي تهديد له فوقع اختياره على ضياء الحق لما كان يعلمه عنه من البساطة.

## الانقلاب
شهدت باكستان حالة من الفوضى والاضطراب، وزادت حدة المعارضة -خاصة الإسلامية- ضد الرئيس بوتو الذي نكّل بخصومه الذين انتقدوا توجهاته الغربية العلمانية، وزادت حدة الاضطرابات في باكستان وتدهور الوضع السياسي، وسقط حوالي 350 قتيلاً وآلاف الجرحى من جراء العنف السياسي، قتل مولانا مفتي محمود والد الزعيم الديني المعارض مولانا فتح الرحمن. (قد أخطأ الكاتب في موضعين على الأقل الأول هو أن مولانا مفتي محمود الذي كان زعيما كبيرا سياسيا ودينيا وكانت التظاهرات ضد ذو الفقار علي بوتو في رئاسته لم يقتل على يد بوتو وما زال حيا وأنه لم يقتل بل مات في كراتشي عند سفره للحج فجأة والثاني أن ابنه الزعيم الشهير هو مولانا فضل الرحمن وليس فتح الرحمن)
دعا الرئيس بوتو الجيش إلى التدخل لمواجهة أعمال العنف، وقمع المظاهرات وتأييد نظامه، إلا أن بعض ضباط الجيش -خاصة القادمين من إقليم البنجاب- رفضوا قمع المظاهرات والاصطدام بالشعب وإطلاق النار على المتظاهرين، وكانت تلك النواة التي هيّأت لضياء الحق فرصة القيام بانقلاب عسكري ضد الرئيس بوتو في 5 يونيو 1977، وأعلن أن الجيش قام لوضع حد لحالة التدهور التي تجتاح البلاد، والتي عجز الرئيس بوتو عن حلها، وخشية من إقحام بوتو للجيش في السياسة واستخدامه في عمليات القمع. وعندما بلغ القلق السياسي في باكستان مداه بسبب النزاع بين بوتو وقيادة التحالف الوطني الباكستاني بشأن قضية الانتخابات العامة، اغتنم ضياء الحق الفرصة، وفي 5 يوليو/ تموز 1977 قام بانقلاب أبيض أطاح فيه بحكومة ذو الفقار علي بوتو وفرض الأحكام العرفية في البلاد. فقاد انقلابه على حكومة حزب الشعب الحاكمة عام 1977 وسجن زعيمها ذو الفقار علي بوتو بتهمة قتل نواب أحمد رضا خان قصوري، ثم حكمت عليه المحكمة بالإعدام. لم يقبل ضياء الحق طلبات دولية عديدة لتخفيف الحكم وأعدم ذو الفقار بوتوا شنقاً في السجن في 4 أبريل 1979. وقد أيّد الإسلاميون ضياء الحق في أول الأمر، وشاركوا في أول وزارة بعد الانقلاب، فتسلم وزارة الإعلام أحد أعضاء الجماعة الإسلامية، وكان «طفيل محمد» أمير الجماعة الإسلامية فقد فرض القرارات والمواقف عليهم.

## سياسته الخارجية
اعتمد ضياء الحق في سياسته الجديدة في باكستان بعدما تولى مقاليد السلطة على اتجاهين هما: التقرب من الغرب -خاصة الولايات المتحدة الأمريكية-، والتقرب من الإسلاميين وإقامة علاقات وثيقة بعض الأقطار الإسلامية.

## قصة اغتياله
عرضت واشنطن على ضياء الحق شراء بعض الدبابات الأمريكية، وأحضرت بعضها إلى باكستان لرؤيتها ومعرفة مزاياها القتالية على الطبيعة. وتحدد يوم 17 أغسطس 1988 موعدًا لاختبار هذه الدبابات. فخرج ضياء الحق وبعض كبار قادته، يرافقهم السفير الأمريكي في باكستان أرنولد رافيل والجنرال الأمريكي هربرت واسوم وكانت الرحلة في منتهى السرية. بعد معاينة الدبابات، انتقل الرئيس ومرافقيه إلى مطار بهاوالبور لينتقلوا منه إلى مطار راولبندي واستقلوا طائرة خاصة. وما إن أقلعت الطائرة، حتى سقطت محترقة بعدما انفجرت قنبلة بها وتناثرت أشلاء الجميع محترقة. يُعتقد أن الانفجار كان قد وقع في صندوق هدية من ثمار المانجو في حوامته العسكرية، لما كان يُعرف عنه من حبه لتلك الفاكهة.
كشف الدبلوماسي الأميركي جون غونتر دين، في كتاب له سيصدر في شهر مايو/أيار المقبل أن إسرائيل متورطة في اغتيال الرئيس الباكستاني الأسبق الجنرال محمد ضياء الحق.
وينضم السفير الأميركي السابق -وهو من أصل يهودي- بذلك إلى قافلة الدبلوماسيين الأميركيين الذين يفضحون مؤامرات إسرائيل والموالين لها وسعيها لتشويههم واغتيالهم.
ويقول دين في مذكراته التي تحمل عنوان «المنطقة الخطرة: دبلوماسي يكافح من أجل مصالح أميركية»Danger Zone : A Diplomat’s Fight for American’s Interests إن الموساد الإسرائيلي كان متورطا في إسقاط طائرة الرئيس الباكستاني الأسبق الجنرال محمد ضياء الحق وعلى متنها السفير الأميركي لدى باكستان أرنولد رافي في 17 أغسطس عام 1988.
ويقول دين في كتابه إنه بعد مقتل ضياء الحق في تحطم الطائرة، أبلغه «مسؤولون كبار في نيودلهي أن الموساد كان ضالعا محتملا في الحادث».
ويضيف أن شكوكا دارت بشأن قيام عناصر في جهاز البحث والتحليل الهندي المساوي لوكالة المخابرات المركزية الأميركية (سي آي أيه) بدور في العملية. ويلفت إلى أن الهند وإسرائيل كانتا تخشيان من مساعي ضياء الحق في امتلاك باكستان ما سمي آنذاك «القنبلة الإسلامية» النووية.
"
الخارجية والتحقيقات
ويقول دين إنه كان قلقا إزاء تلك التقارير ومحاولة وزارة الخارجية الأميركية وقف مكتب التحقيقات الفدرالي (أف بي آي) إجراء تحقيق كامل حول تحطم طائرة ضياء الحق، حيث قرر العودة إلى واشنطن لإجراء مشاورات مباشرة.
ويؤكد دين أنه بدلا من الاجتماع به فقد تم إبلاغه بإنهاء خدمته الدبلوماسية في الهند، ووضعه قيد الاعتقال المنزلي في سويسرا في منزل يعود إلى عائلة زوجته مارتين دوفينو، حيث سمح له بعد ستة أسابيع بشحن أمتعته والعودة إلى واشنطن.

## روابط خارجية
- محمد ضياء الحق على موقع أرشيف الشارخ.
- محمد ضياء الحق على موقع IMDb (الإنجليزية)
- محمد ضياء الحق على موقع IMDb (الإنجليزية)
- محمد ضياء الحق على موقع الموسوعة البريطانية (الإنجليزية)
- محمد ضياء الحق على موقع مونزينجر (الألمانية)
- محمد ضياء الحق على موقع إن إن دي بي (الإنجليزية)
- محمد ضياء الحق على موقع كينوبويسك (الروسية)